# Wander Franco
Wander Samuel Franco y Aybar (Baní, Peravia; 1 de marzo de 2001) es un campocorto dominicano de béisbol profesional que juega para los Tampa Bay Rays en las Grandes Ligas (MLB).

## Carrera profesional

### Ligas menores
Franco fue clasificado como uno de los mejores prospectos internacionales en la clase internacional de 2017. Firmó con la organización de los Tampa Bay Rays el 2 de julio de 2017. Franco hizo su debut profesional en 2018 con los Princeton Rays. El 14 de julio de 2018, Franco bateó para el ciclo mientras jugaba para Princeton. En 2018, con solo 17 años, Franco fue nombrado Jugador del Año de la Liga de los Apalaches en 2018 después de batear (.374 / .445 / .636) con 11 jonrones y 57 carreras impulsadas (impulsadas) en 245 apariciones en el plato. los Princeton Rays.
Antes de la temporada 2019, Franco fue clasificado como el cuarto mejor prospecto en el béisbol por Baseball America. Comenzó la temporada con los Hot Rods de Bowling Green. Fue ascendido a Charlotte Stone Crabs el 25 de junio. Franco fue incluido en el Juego de las Estrellas de Futuros de 2019. Terminó la temporada 2019 con una línea de (.327 / .398 / .487) con nueve jonrones y 53 carreras impulsadas.
Antes de la temporada 2020, Franco estaba clasificado como el prospecto número uno en todo el béisbol. El 22 de septiembre, los Rays agregaron a Franco a su grupo de jugadores que serían elegibles para jugar en la postemporada de las Grandes Ligas. Franco no apareció en un juego de Grandes Ligas y no jugó en ningún concurso de ligas menores debido a la cancelación de la temporada de ligas menores debido a la pandemia de COVID-19.
Los Rays invitaron a Franco a los entrenamientos de primavera de las Grandes Ligas en 2021, pero él no entró al equipo y comenzó la temporada en Triple-A con los Durham Bulls. En 39 juegos con Durham, Franco registró una línea de (.315 / .367 / .586) con siete jonrones y 35 carreras impulsadas.

### Tampa Bay Rays

#### Temporada 2021
El 20 de junio de 2021, los Rays anunciaron que Franco sería ascendido a las ligas mayores, antes de la serie del equipo contra los Boston Red Sox. Fue seleccionado formalmente para la lista de 40 hombres el 22 de junio. Franco hizo su debut en la MLB el mismo día. En el juego, Franco registró el primer hit de su carrera, un jonrón y una carrera impulsada en un tiro de tres carreras frente al abridor de los Medias Rojas, Eduardo Rodríguez, en la quinta entrada.
El 25 de agosto, Franco llegó a la base de manera segura por 26 ° juego consecutivo, estableciendo un récord para la carrera más larga de un jugador menor de 21 años desde 1961.
El 23 de noviembre de 2021, Franco y los Rays acordaron una extensión de contrato de once años y $ 182 millones, con una opción de club de $ 25 millones por duodécimo año. A los 20 años, Franco se convirtió en el jugador más joven en la historia del béisbol en firmar un contrato por valor de al menos $ 100 millones, superando la extensión de contrato de ocho años y $ 100 millones de Ronald Acuña Jr. firmada en 2019. El acuerdo de Franco fue el más grande para cualquier jugador con menos de un año de servicio en las Grandes Ligas.

#### Temporada 2023
El 4 de julio de 2023, Franco fue seleccionado para su primer Juego de Estrellas como reemplazo de Aaron Judge, quien resultó lesionado. Franco fue colocado en la lista restringida de los Rays el 13 de agosto cuando la MLB y una División especializada en Violencia de Género y Menores con sede en Peravia comenzaron las investigaciones sobre una supuesta relación con un menor.
El 22 de agosto mientras continuaba la investigación, Franco fue puesto en licencia administrativa indefinida por la Major League Baseball. “La licencia administrativa, con efecto inmediato, no es disciplinaria según la Política Conjunta sobre Violencia Doméstica, Agresión Sexual y Abuso Infantil”, declaró la liga. En enero de 2024, Franco fue detenido en República Dominicana.

## Vida personal
Sus hermanos, Wander Alexander y Wander Javier, jugaron en las organizaciones Houston Astros y San Francisco Giants. Su padre, también llamado Wander, jugó pelota de ligas menores en la década de 1990. Su madre, Nancy Aybar, es hermana de Erick Aybar y Willy Aybar, quienes jugaron en las Grandes Ligas de Béisbol.
Franco tiene un hijo, Wander Samuel Franco Jr., nacido a fines de 2018.

## Polémicas
En 2024 fue acusado de tener una supuesta relación amorosa con una menor de edad. Por este caso los Rays de Tampa Bay le dieron licencia administrativa hasta el 1 de junio del mismo año. Esta decisión se produce como parte de un acuerdo entre el béisbol de las Grandes Ligas y la Asociación de Peloteros, en medio de una investigación en curso sobre una presunta relación con una menor de edad por parte del jugador dominicano.